# Dasyhelea dufouri
Dasyhelea dufouri är en tvåvingeart som först beskrevs av Laboulbene 1869.  Dasyhelea dufouri ingår i släktet Dasyhelea och familjen svidknott. Inga underarter finns listade i Catalogue of Life.